# Acqua della vita

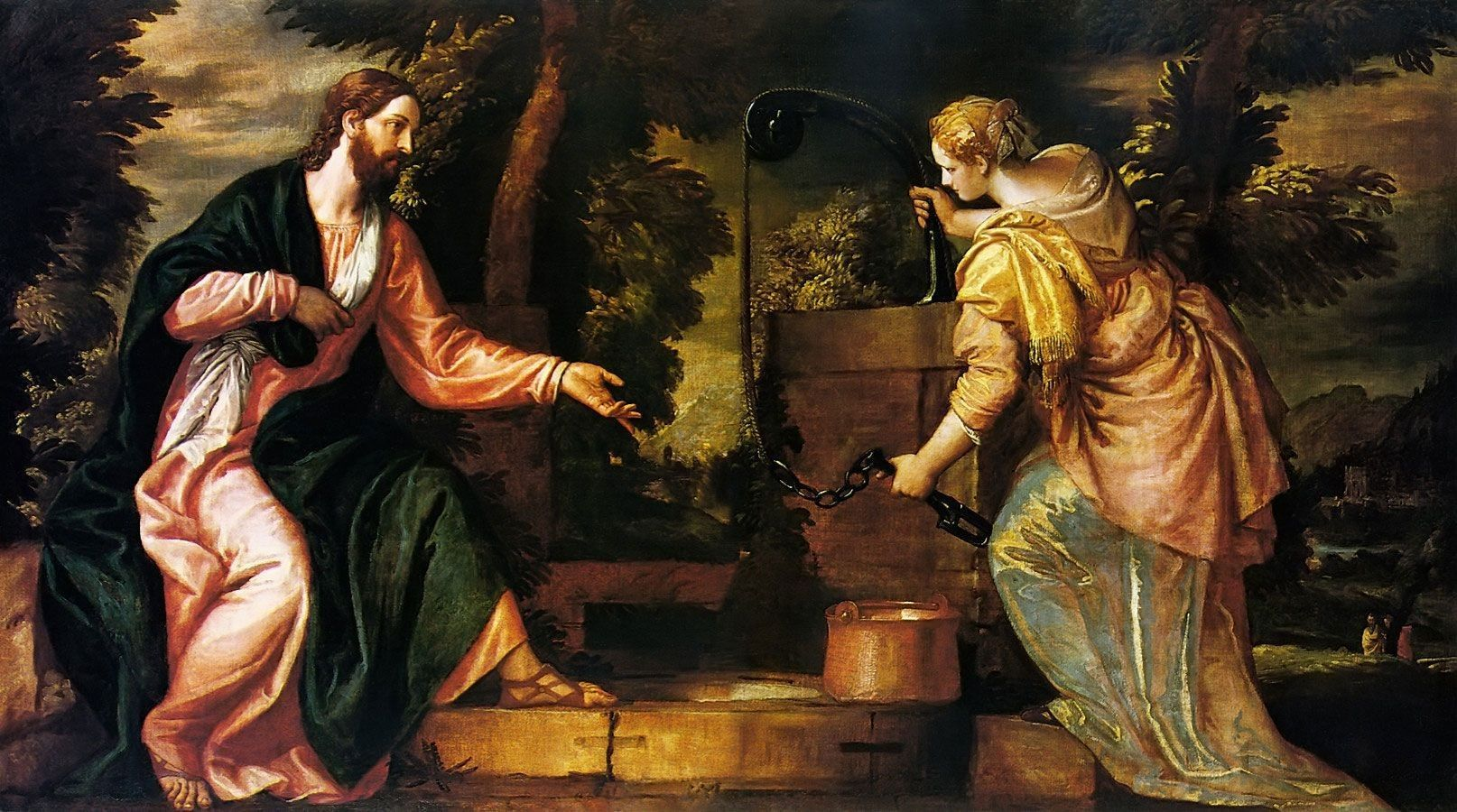
Gesù e la samaritana, dipinto di Paolo Veronese, 1585

Nel cristianesimo il termine acqua della vita (in greco ὕδωρ ζωῆς?, hydor zōēs) viene usato nel contesto di acqua viva, con riferimenti specifici nell'Apocalisse di Giovanni (Apocalisse 21:6 e 22:1), come anche nel Vangelo di Giovanni. In questi passi il termine Acqua di Vita si riferisce allo Spirito Santo.
I passi che comprendono Giovanni 4:10-26 vengono a volte citati col titolo Discorso dell'acqua viva o Gesù e la samaritana. Il termine è inoltre usato quando si versa l'acqua durante le preghiere del Battesimo, invocando lo Spirito Santo, per esempio "Dalle il potere di diventare acqua di vita".

## Apocalisse di Giovanni
Il riferimento all'Acqua di Vita in Apocalisse 21:6 appare nel contesto della Nuova Gerusalemme e afferma:
"A colui che ha sete darò gratuitamente acqua della fonte della vita.". Apocalisse 22:1 successivamente dichiara: "Poi mi mostrò il fiume puro dell'acqua della vita, limpido come cristallo, che scaturiva dal trono di Dio e dell'Agnello."
Il riferimento dell'Apocalisse è interpretato con lo Spirito Santo. Il Catechismo della Chiesa Cattolica, articolo 1137, lo considera "uno dei simboli più belli dello Spirito Santo".
Il tema comune della sete di Acqua della Vita nel Libro dell'Apocalisse e nel Vangelo di Giovanni può essere riassunto come segue:
| Apocalisse 21:6                                                          | Giovanni 7:37                      | Giovanni 4:14                                                                                   |
| ------------------------------------------------------------------------ | ---------------------------------- | ----------------------------------------------------------------------------------------------- |
| ... A colui che ha sete darò gratuitamente acqua della fonte della vita. | ... Chi ha sete venga a me e beva. | ... L'acqua che io gli darò diventerà in lui sorgente di acqua che zampilla per la vita eterna. |

L'uso del termine Acqua della Vita in Apocalisse 20 fa parte del "tema della vita" nel Libro dell'Apocalisse, con altri esempi del tipo Libro della Vita  in 21:27 e Albero della vita in Apocalisse 22:2;22:14 e 22:19. L'anglicano John R. W. Stott collega questo tema alla Vita eterna in Giovanni 17:3:  "Questa è la vita eterna: che conoscano te, l'unico vero Dio, e colui che hai mandato, Gesù Cristo".

## Vangelo di Giovanni

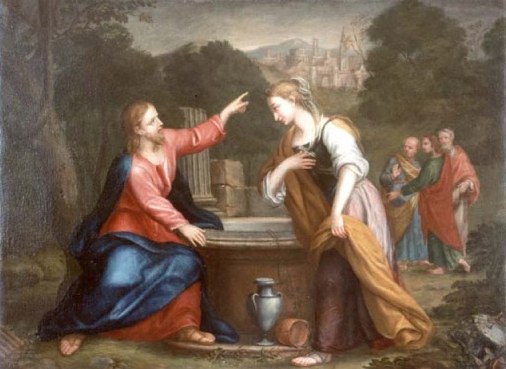
Gesù e la samaritana al pozzo, di Giacomo Franceschini

Nel Vangelo di Giovanni alcuni riferimenti all'acqua, come per esempio in Giovanni 4:15, tradizionalmente identificano Acqua della Vita con la Spirito Santo.
I passi che comprendono Giovanni 4:10-26 e narrano l'episodio della samaritana vengono a volte citati come il "Discorso dell'Acqua della Vita", specialmente nei testi inglesi. Tale Discorso è il secondo tra sette discorsi nel Vangelo di Giovanni che si collega ai "sette segni" in questo vangelo.
Un altro discorso, chiamato il "Discorso del pane della vita" appare in Giovanni 6:22-59. Per conto loro, ognuno dei discorsi sull'Acqua della Vita e sul Pane della Vita sono esempi essenziali dei "discorsi a tema unico" nel Vangelo di Giovanni. Tuttavia questi due discorsi in Giovanni si complementano a vicenda per formare il tema di "Cristo è Vita".
Secondo il teologo inglese William Edwy Vine (1873-1949), questo tema di "Cristo è Vita" si collega a Giovanni 5:26 dove Gesù dichiara: "Come infatti il Padre ha la vita in se stesso, così ha concesso al Figlio di avere la vita in se stesso", che riflette l'affermazione di Gesù di avere il potere di dare la vita, basato sulla sua relazione col Padre Eterno. Tuttavia, sebbene in Giovanni 3:16 Dio abbia concesso il dono della vita eterna ai credenti, la possibilità di perderla (in greco απόληται?) rimane se uno rigetta Gesù - fonte di vita. Secondo Giovanni 3:36: "Chi crede nel Figlio ha la vita eterna; chi non obbedisce al Figlio non vedrà la vita, ma l'ira di Dio incombe su di lui."
Verso la fine del Vangelo di Giovanni (Giovanni 20:31), lo scopo di scrivere il Quarto Vangelo viene dichiarato "perché crediate che Gesù è il Cristo, il Figlio di Dio e perché, credendo, abbiate la vita nel suo nome.". Ciò viene spesso correlato a 1 Giovanni 5:13: "Questo vi ho scritto perché sappiate che possedete la vita eterna, voi che credete nel nome del Figlio di Dio."
In conclusione, nell'interpretazione di Giovanni, Cristo può rivelare la Vita agli esseri umani perché è vita egli stesso. Si confronti
con
che si riferisce alla preesistenza di Cristo.